# (326) Tamara
(326) Tamara es un asteroide perteneciente al cinturón de asteroides descubierto el 19 de marzo de 1892 por Johann Palisa desde el observatorio de Viena, Austria.
Está nombrado en honor de la reina georgiana Tamar de Georgia (1160-1213).
Tamara forma parte de la familia asteroidal de Focea.